# 디파티드
《디파티드》(영어: The Departed)는 2006년에 개봉한 마틴 스코세이지 감독의 미국 보스턴을 배경으로 촬영한 범죄 액션 영화이다. 홍콩의 영화 무간도를 원작으로 레오나르도 디카프리오, 맷 데이먼, 잭 니콜슨, 마크 월버그 등이 출연하였다. 이 영화는 2007년 제79회 미국 아카데미상 시상식에서 최우수 작품상, 감독상, 각본상, 편집상을 수상하였고, 마크 월버그는 남우조연상 후보에 지명되었다.
경찰에 잠입한 아일랜드계 갱 조직의 배신자와 아일랜드계 갱 조직에 잠입한 경찰의 기구한 운명을 그린 스릴러 영화로, 각각의 임무를 수행하기 위해 서로의 조직에 잠입을 시도한다는 이야기는 원작 이야기를 충실히 따르지만, 이야기의 배경이 되는 미국스러움을 강조하기 위해 아이리시 마피아와 FBI가 등장한다.
본편에서는 FBI와 경찰과의 대립을 고려하면서도, 아일랜드계 미국인이 안고 있는 인종 문제에 초점을 맞추었다.

## 줄거리
1980년대 보스턴에서 아일랜드 마피아 보스 프랭크 코스텔로는 어린 콜린 설리번에게 자신을 소개한다. 여러 해가 지난 후, 설리번은 매사추세츠 주 경찰 (MSP)의 스파이로 훈련을 받아 특수 수사대(SIU)에 합류한다. 또 다른 경찰학교 신입인 빌리 코스티건은 퀴넌 대위와 디그넘 상사에게 범죄자로 위장하여 코스텔로 조직에 잠입하도록 선택된다.
코스티건은 위장 임무를 위해 복역하고 여러 범죄를 더 저지르며 코스텔로의 관심을 끈다. 설리번은 경찰 정신과 의사 매돌린 매든과 데이트를 시작한다. 코스티건은 코스텔로가 자신을 조직에 영입하도록 만든다. 다음 해 동안 코스티건은 점점 더 깊이 관여한다. 그의 정신 상태는 악화되지만, 퀴넌과 디그넘은 그에게 계속하라고 설득한다. 코스티건은 법원 명령에 따라 치료를 위해 매든을 만나기 시작한다.
MSP와 코스텔로 모두 각자의 조직에 첩자가 있다는 것을 깨닫고 코스티건과 설리번에게 그들을 찾아내라고 지시한다. 한편 코스티건은 코스텔로가 FBI의 보호를 받는 정보원이라는 것을 알게 되고, 이 사실을 퀴넌에게 알린다. 그는 매든과 불륜 관계를 맺는다.
어느 날 밤, 코스티건은 코스텔로를 따라 성인 극장으로 들어가 코스텔로가 설리번에게 자신의 조직에 대한 정보가 담긴 봉투를 건네는 것을 목격한다. 코스티건은 설리번의 얼굴을 확인하라는 지시를 받지만 실패한다. 설리번은 자신이 미행당하고 있다는 것을 깨닫고, 코스티건으로 착각한 남자를 칼로 찌르고 도망친다. 코스티건은 코스텔로가 곧 자신을 첩자로 알아내 죽일 것을 두려워하여 퀴넌에게 언더커버 작전을 종료하자고 전화하지만, 설리번은 퀴넌을 미행하게 하고 다른 경찰관들에게 퀴넌이 스파이일 수 있다고 거짓말한다. 설리번은 또한 코스텔로의 갱단에게 회의에 대해 알린다.
코스텔로의 부하들이 도착했을 때, 퀴넌은 코스티건이 탈출하는 것을 돕다가 건물에서 떨어져 죽는다. 이로 인해 경찰과 코스텔로의 부하들 사이에 총격전이 벌어진다. 퀴넌의 죽음에 분노한 디그넘은 설리번을 공격하고 정직당한다. 총격전에서 부상을 입은 코스텔로의 부하 중 한 명인 티머시 델라헌트는 코스티건에게 자신이 첩자라는 것을 안다고 말한 뒤 사망한다.
퀴넌의 소지품을 뒤지던 설리번은 코스텔로가 FBI 정보원이라는 것을 발견한다. 뉴스 보도는 델라헌트가 보스턴 경찰국의 언더커버 요원이었음을 밝히지만, 코스텔로는 이것이 첩자를 찾는 것을 막기 위한 거짓 주장이라고 의심한다. 코스텔로를 배신하기로 결정한 설리번은 MSP에게 코스텔로를 미행하라고 지시하고, 총격전이 벌어져 코스텔로의 부하 대부분이 사망한다. 설리번은 부상당한 코스텔로와 대면하고, 코스텔로는 자신이 FBI 정보원임을 인정한다. 그들은 총격전을 벌이고 설리번이 그를 죽인다.
임무를 마친 코스티건은 설리번에게 자신의 언더커버 신분을 밝히러 가지만, 그가 또 다른 첩자라는 사실을 모른다. 설리번이 방을 나간 후, 코스티건은 극장에서 봤던 봉투를 그의 책상에서 발견한다. 설리번이 코스텔로의 첩자였다는 것을 깨달은 코스티건은 탈출한다.
설리번은 코스티건이 사라진 것을 발견하고 코스티건이 진실을 알아냈다는 것을 깨닫고 경찰 컴퓨터에서 코스티건의 기록을 삭제한다. 코스티건은 매든을 찾아간다. 매든은 설리번에게는 자신이 임신했다고 말했지만 코스티건에게는 말하지 않았으며, 설리번이 아빠가 아닐 수도 있다는 것을 안다. 그는 그녀에게 봉투를 건네며 자신에게 무슨 일이 생기면 열어보라고 지시한다.
매든은 코스티건이 설리번에게 보낸 우편물에서 코스텔로와 설리번의 녹음된 대화가 담긴 CD가 들어있는 봉투를 발견한다. 코스티건이 그들의 불륜을 폭로했을까 봐 두려워 그녀는 CD를 듣고 설리번을 떠난다. 코스티건은 퀴넌이 살해당한 같은 옥상에서 설리번을 만나기로 약속하고 그를 체포한다. 코스티건은 경찰학교 동기인 브라운 경관에게 전화하지만, 브라운은 도착하자마자 누구를 믿어야 할지 확신하지 못하고 그에게 총을 겨눈다.
브라운은 설리번을 코스텔로와 연결시키는 증거가 있다고 말하며 코스티건이 엘리베이터를 타게 한다. 로비에 도착하자마자 코스티건은 설리번의 친구이자 코스텔로의 또 다른 스파이인 배리건 경관에게 총에 맞아 사망한다. 브라운은 로비에 도착하지만 역시 배리건에게 살해당한다. 설리번은 배리건을 죽여 그를 유일한 첩자로 몰아세울 수 있게 한다.
코스티건의 장례식에서 설리번은 매든이 조용히 울고 있는 것을 알아차린다. 그는 그들이 연인 관계였다는 것을 깨닫지만, 아기에 대해 그녀와 이야기하려고 할 때 그녀는 그를 무시한다. 나중에 설리번이 집에 도착하자 디그넘이 그를 기다리고 있다가, 설리번이 무관심하게 자신의 운명을 받아들이자 디그넘은 그의 머리에 총을 쏴 죽이고 떠난다.

## 출연
- 레오나르도 디카프리오 - 빌리 코스티건 역
- 맷 데이먼 - 콜린 설리번 역
- 잭 니컬슨 - 프랭크 코스텔로 역
- 베라 파미가 - 매돌린 역
- 마크 월버그 - 디그넘 경사 역
- 마틴 신 - 퀴낸 서장 역
- 앨릭 볼드윈 - 엘러비 역
- 레이 윈스톤 - 프렌치 역
- 앤서니 앤더슨 - 브라운 역
- 데이비드 오하라 - 피치 역
- 크리스틴 돌턴 - 그웬 역
- 케빈 코리건 - 사촌 션 역
- 마크 롤스톤 - 티모시 델라헌트 역
- 로버트 월버그 - FBI 요원 프랭크 라지오 역

## 한국판 성우진(KBS) (2012년 4월 13일)
- 강수진 - 빌리 코스티건(레오나르도 디카프리오)
- 김승준 - 콜린(맷 데이먼)
- 이완호 - 프랭크 코스텔로(잭 니컬슨)
- 양석정 - 디그넘(마크 월버그)
- 김정호 - 퀴넌(마틴 신)
- 이재용 - 엘러비 경감(앨릭 볼드윈)
- 박희은 - 매들린(베라 파미가)
- 한상덕 - 프렌치(레이 윈스톤)
- 이연희 - 그웬(크리스틴 돌턴)
- 최문자 - 달린(트레이시 팔레오)
- 김준 - 픽치(데이비드 오하라)
- 임성표 - 델라헌트(마크 롤스턴)
- 유호한 - 브라운 형사(앤서니 앤더슨)
- 홍진욱 - 배리건 형사(제임스 배지 데일)
- 남도형 - 사촌형 숀(케빈 코리건)